# Fågelsta, Östervåla
Fågelsta är en by i Östervåla socken, Heby kommun, ungefär 5 kilometer öster från Östervåla tätort.
Byn omtalas första gången 1409 ('Foghelstadha'). Byn saknas därmed i markgäldsförteckningen 1312, men det finns mycket som tyder på att byn trots det är från järnåldern. Namnet är förmodligen ett ursprungligt -sta namn, och i byns närhet finns flera gravfält. I direkt anslutning till byn finns ett (RAÄ 71:1 Östervåla) som består av omkring 20 stensättningar. Byn har också namngett hamnan Fogelsta hamna, som på 1500-talet omfattade byarna Fogelsta, Bärby, Gällarbo, Gästbo, Hemmingsbo, Kanikebo, Korbo, Mångsbo, Runnebo, Sillebo, Skogbo och Tobbo.
Byn hade sin fäbod vid Fogelstavallen, en nu försvunnen fäbod norr om Skogbo, omtalad första gången 1761. 
1541 fanns två gårdar i byn, och 1687 hade antalet stigit till tre. Dessutom fanns soldattorpet för soldaten "Fogel", no 323 vid Västmanlands regemente 1683-1729 i byn.
Kristineberg är ett torp på Fågelsta hamnskog mellan Sillebo och Kanikebo. Det uppfördes i slutet av 1800-talet. Lövenberg var från 1883 soldattorp för soldaten Löv (soldatnamnet på rote 323 ändrades 1806 till Löv). På 1890-talet uppfördes torpet Lövlunda, som troligen fått namn efter soldattorpet.